# Matías Lazo
Matías Fernando Lazo Zapata (Arequipa, Perú, 11 de julio de 2003) es un futbolista peruano. Juega como defensa central o lateral derecho y su equipo actual es Foot Ball Club Melgar de la Liga 1 de Perú.

## Trayectoria

### Inferiores de Melgar y paso por FBC Piérola
Arequipeño de nacimiento, llegó al Foot Ball Club Melgar a la edad de cinco años, realizando toda su etapa formativa en el dominó, llegando a ser capitán del equipo cuando integró las categorías sub-15 y sub-17. En 2016, a la edad de trece años, tendría un corto paso en el Foot Ball Club Piérola, con quienes disputaría la Segunda División Distrital de Arequipa. Bajo el mando de Juvenal Briceño, se consagrarían campeones invictos. Compartió equipo con Bruno Portugal, igualmente canterano de Melgar.
En el año 2019, formó parte por primera vez del equipo de reservas, siendo titular en el tramo final del Torneo de Promoción y Reserva.

### FBC Melgar
El día 17 de enero de 2020 firmaría su primer contrato profesional, aunque volvería a integrar el equipo de reservas. Sin embargo, dicha edición del torneo se suspendió de manera temprana por la pandemia de COVID-19. Tras la reanudación de los torneos oficiales en Lima, tuvo que viajar para reforzar al primer equipo. Ante lo apretado del calendario, donde en cierto tramo tuvieron que disputar cuatro partidos en ocho días debido a la participación del equipo por Copa Sudamericana, se le presentó la oportunidad de realizar su debut profesional con diecisiete años de edad, dándose el día 2 de noviembre ante Alianza Lima, duelo que terminó en derrota 4-0, jugando el partido completo. Tres días después, apareció en el banco de suplentes en la derrota 4-0 por el partido de vuelta ante Bahia, jugado en Brasil. No volvió a ser convocado en el resto de temporada.
El día 20 de abril de 2021, bajo el mando de Néstor Lorenzo, realizó su debut a nivel internacional, siendo por la primera fecha de la fase de grupos de la Copa Sudamericana, en la visita a Metropolitanos de Venezuela, reemplazando a Alec Deneumostier, quien salió lesionado. Aquel duelo terminaría en victoria 3-2. El 19 de mayo, por primera vez sería titular, en la derrota 1-0 de visita ante Athletico Paranaense, jugando el partido completo. Tuvo participación en otros dos partidos, totalizando de esta manera cuatro. En el plano local, jugó cinco partidos, siendo tres como titular y en uno de ellos saldría expulsado por doble tarjeta amarilla.
Para la temporada 2022, tendría mucha más participación que en los dos años anteriores, ya que disputaría treinta partidos en total. Por Copa Sudamericana jugó en siete partidos, estando en seis de ellos como titular. En tres jugó como defensa central, en otros dos los hizo como lateral derecho y en uno tuvo que jugar de emergencia como lateral izquierdo, ante una suspensión de Paolo Reyna. Dicho juego se dio en el partido de ida de las semifinales ante Independiente del Valle, instancia donde el club caería eliminado. En la Liga 1, lograron ganar el Torneo Apertura, donde actuó en once partidos. De cara al Torneo Clausura jugaría en diez partidos. En las play-offs, jugó en el partido de ida de la semifinal ante Sporting Cristal y en el de vuelta de la final ante Alianza Lima, ambos como titular. Terminarían como subcampeones del torneo liguero.
En 2023, se perdería los primeros siete partidos del año, debido a una lesión que arrastró desde el Campeonato Sudamericano Sub-20. A diferencia del año pasado, tendría menos participación, ya que jugó en diecinueve partidos, siendo nueve de ellos como titular y todos por el torneo local. En los seis partidos de la fase de grupos de la Copa Libertadores estuvo en el banco de suplentes. Para 2024, volvería a tener mucha más acción, disputando treinta partidos, todos ellos por Liga 1. En veintitrés de ellos comenzó como titular y al igual que en 2022, tuvo la polifuncionalidad de jugar tanto como defensor central, así como lateral derecho. Su buen nivel mostrado valió para ser elegido como el jugador revelación del torneo.
Llegada la temporada 2025, se asentaría como titular en la posición de lateral por derecha. Disputaría los diez partidos que Melgar jugó a nivel internacional, jugando en nueve de ellos como titular, y siendo cuatro en las fases previas de la Copa Libertadores y seis en la fase de grupos de la Copa Sudamericana, instancia donde caerían eliminados. Mientras que en el plano local, en la novena fecha enfrentando en casa a Deportivo Garcilaso, marcaría su primer gol tras una buena acción individual. Posteriormente en mayo, sería convocado por primera vez a la selección nacional.

## Selección nacional
Fue parte de la selección peruana sub-20 que participó en el Campeonato Sudamericano Sub-20 de 2023, donde sería el capitán del equipo. Únicamente pudo jugar en la primera fecha, donde sufriría una contusión. La segunda fecha se quedaría en el banco de suplentes, mientras que en las dos fechas restantes ya no apareció en nómina. Perderían los cuatro duelos y cayeron eliminados en primera fase.
El 25 de agosto de 2023, sería preseleccionado por primera vez para la selección de mayores, dentro de un grupo de veintiocho futbolistas de la Liga 1 con miras a las fechas 1 y 2 de las clasificatorias para el Mundial 2026 y al Torneo Preolímpico Sudamericano Sub-23 de 2024. Sin embargo, no llegó a quedar en la lista final de dicha fecha doble.
El 29 de mayo de 2025 sería convocado por primera vez para la selección nacional, cuatro días después de anunciarse la lista de convocados para afrontar las fechas 15 y 16 de las clasificatorias para el Mundial 2026, esto debido a la desconvocatoria de Miguel Trauco por lesión. En ambos partidos se quedaría en el banquillo.

### Participación en Campeonatos Sudamericanos
| Torneo                      | Sede     | Resultado      | Partidos | Goles |
| --------------------------- | -------- | -------------- | -------- | ----- |
| Sudamericano Sub-20 de 2023 | Colombia | Fase de grupos | 1        | 0     |

### Participaciones en Clasificatorias
| Clasificatorias                    | Selección | Resultado        | Partidos | Goles |
| ---------------------------------- | --------- | ---------------- | -------- | ----- |
| Clasificatorias Sudamericanas 2026 | Perú      | -- (Por definir) | 0        | 0     |

## Estadísticas

### Clubes
| Club | Div.          | Temporada     | Liga  | Liga  | Liga    | Copas nacionales(1) | Copas nacionales(1) | Copas nacionales(1) | Copas internacionales(2) | Copas internacionales(2) | Copas internacionales(2) | Total | Total | Total  |
| Club | Div.          | Temporada     | Part. | Goles | Asist.. | Part.               | Goles               | Asist.              | Part.                    | Goles                    | Asist.                   | Part. | Goles | Asist. |
| --- | ------------- | ------------- | ----- | ----- | ------- | ------------------- | ------------------- | ------------------- | ------------------------ | ------------------------ | ------------------------ | ----- | ----- | ------ |
| F. B. C. Melgar · Perú | 1.ª           | 2020          | 1     | 0     | 0       | —                   | —                   | —                   | 0                        | 0                        | 0                        | 1     | 0     | 0      |
| F. B. C. Melgar · Perú | 1.ª           | 2021          | 5     | 0     | 0       | 0                   | 0                   | 0                   | 4                        | 0                        | 0                        | 9     | 0     | 0      |
| F. B. C. Melgar · Perú | 1.ª           | 2022          | 23    | 0     | 0       | —                   | —                   | —                   | 7                        | 0                        | 0                        | 30    | 0     | 0      |
| F. B. C. Melgar · Perú | 1.ª           | 2023          | 19    | 0     | 0       | —                   | —                   | —                   | 0                        | 0                        | 0                        | 19    | 0     | 0      |
| F. B. C. Melgar · Perú | 1.ª           | 2024          | 30    | 0     | 0       | —                   | —                   | —                   | 0                        | 0                        | 0                        | 30    | 0     | 0      |
| F. B. C. Melgar · Perú | 1.ª           | 2025          | 12    | 1     | 0       | —                   | —                   | —                   | 10                       | 0                        | 0                        | 22    | 1     | 0      |
| F. B. C. Melgar · Perú | Total club    | Total club    | 90    | 1     | 0       | 0                   | 0                   | 0                   | 21                       | 0                        | 0                        | 111   | 1     | 0      |
| Total carrera | Total carrera | Total carrera | 90    | 1     | 0       | 0                   | 0                   | 0                   | 21                       | 0                        | 0                        | 111   | 1     | 0      |
| (1)Incluye datos de la Copa Bicentenario (2021). (2)Incluye datos de la Copa Sudamericana (2020, 2021, 2022, 2025) y la Copa Libertadores (2023, 2024, 2025). |               |               |       |       |         |                     |                     |                     |                          |                          |                          |       |       |        |

### Selecciones
| Selección       | Temporada     | Amistosos | Amistosos | Amistosos | Sudamérica | Sudamérica | Sudamérica | Mundial | Mundial | Mundial | Total | Total | Total  |
| Selección       | Temporada     | Part.     | Goles     | Asist.    | Part.      | Goles      | Asist.     | Part.   | Goles   | Asist.  | Part. | Goles | Asist. |
| --------------- | ------------- | --------- | --------- | --------- | ---------- | ---------- | ---------- | ------- | ------- | ------- | ----- | ----- | ------ |
| Sub-20 · Perú   | 2022          | 6         | 1         | 0         | —          | —          | —          | —       | —       | —       | 6     | 1     | 0      |
| Sub-20 · Perú   | 2023          | 1         | 0         | 0         | 1          | 0          | 0          | —       | —       | —       | 2     | 0     | 0      |
| Sub-20 · Perú   | Total         | 7         | 1         | 0         | 1          | 0          | 0          | 0       | 0       | 0       | 8     | 1     | 0      |
| Absoluta · Perú | 2025          | —         | —         | —         | 0          | 0          | 0          | —       | —       | —       | 0     | 0     | 0      |
| Absoluta · Perú | Total         | 0         | 0         | 0         | 0          | 0          | 0          | 0       | 0       | 0       | 0     | 0     | 0      |
| Total carrera   | Total carrera | 7         | 1         | 0         | 1          | 0          | 0          | 0       | 0       | 0       | 8     | 1     | 0      |

## Palmarés

### Torneos nacionales
| Título          | Club            | País | Año  |
| --------------- | --------------- | ---- | ---- |
| Torneo Apertura | F. B. C. Melgar | Perú | 2022 |

### Campeonatos regionales
| Título                                         | Club             | Región   | Año  |
| ---------------------------------------------- | ---------------- | -------- | ---- |
| Segunda División de Liga Distrital de Arequipa | F. B. C. Piérola | Arequipa | 2016 |

### Distinciones individuales
| Distinción                      | Año  |
| ------------------------------- | ---- |
| Jugador revelación de la Liga 1 | 2024 |